# 厄運假期
是一部2021年美國驚悚電影。于2021年8月4日在洛迦诺电影节上全球首映。於Netflix平台上串流。 

## 劇情
一對年輕的情侶在希臘伊庇鲁斯區域度假時身陷一場致命的陰謀。

## 角色
- 約翰·大衛·華盛頓 飾演 Beckett
- 艾莉西亞·維坎德 飾演 April
- 波伊德·霍布魯克 飾演 Tynan
- 薇琪·克利普斯 飾演 Lena

## 迴響
該片在爛番茄51則評論和Metacritic上21則評論皆獲得了51分。

## 外部連結
- 互联网电影数据库（IMDb）上《厄運假期》的资料（英文）
- 豆瓣电影上《厄運假期》的資料 （简体中文）